# NGC 2549
NGC 2549 est une galaxie lenticulaire située dans la constellation du Lynx. NGC 2549 a été découverte par l'astronome britannique John Herschel en 1831.

## Caractéristiques
Sa vitesse par rapport au fond diffus cosmologique est de 1 156 ± 9 km/s, ce qui correspond à une distance de Hubble de 17,1 ± 1,2 Mpc (∼55,8 millions d'al).
À ce jour, une dizaine de mesures non basées sur le décalage vers le rouge (redshift) donnent une distance de 16,970 ± 7,134 Mpc (∼55,3 millions d'al), ce qui est à l'intérieur des valeurs de la distance de Hubble.
NGC 2549 présente un noyau passif (PAS pour passive nucleus).

## Trou noir supermassif
Selon une étude réalisée en 2017 à l'aide du télescope spatial Hubble et portant sur plusieurs galaxies, NGC 2549 renferme un trou noir supermassif dont la masse est d'environ 34 millions (minimum 0, maximum 165 millions) de masses solaires.